# Arca-Filmproduktion
Die Arca-Filmproduktion GmbH war ein deutsches Filmproduktionsunternehmen mit Sitz in Göttingen, das von 1953 bis 1965 zahlreiche deutsche Kinofilme produzierte. Zu den bekanntesten Werken des Unternehmens gehören die zwischen 1955 und 1957 produzierten Immenhof-Filme sowie die Liane-Filmreihe mit Marion Michael in der Hauptrolle.

## Geschichte

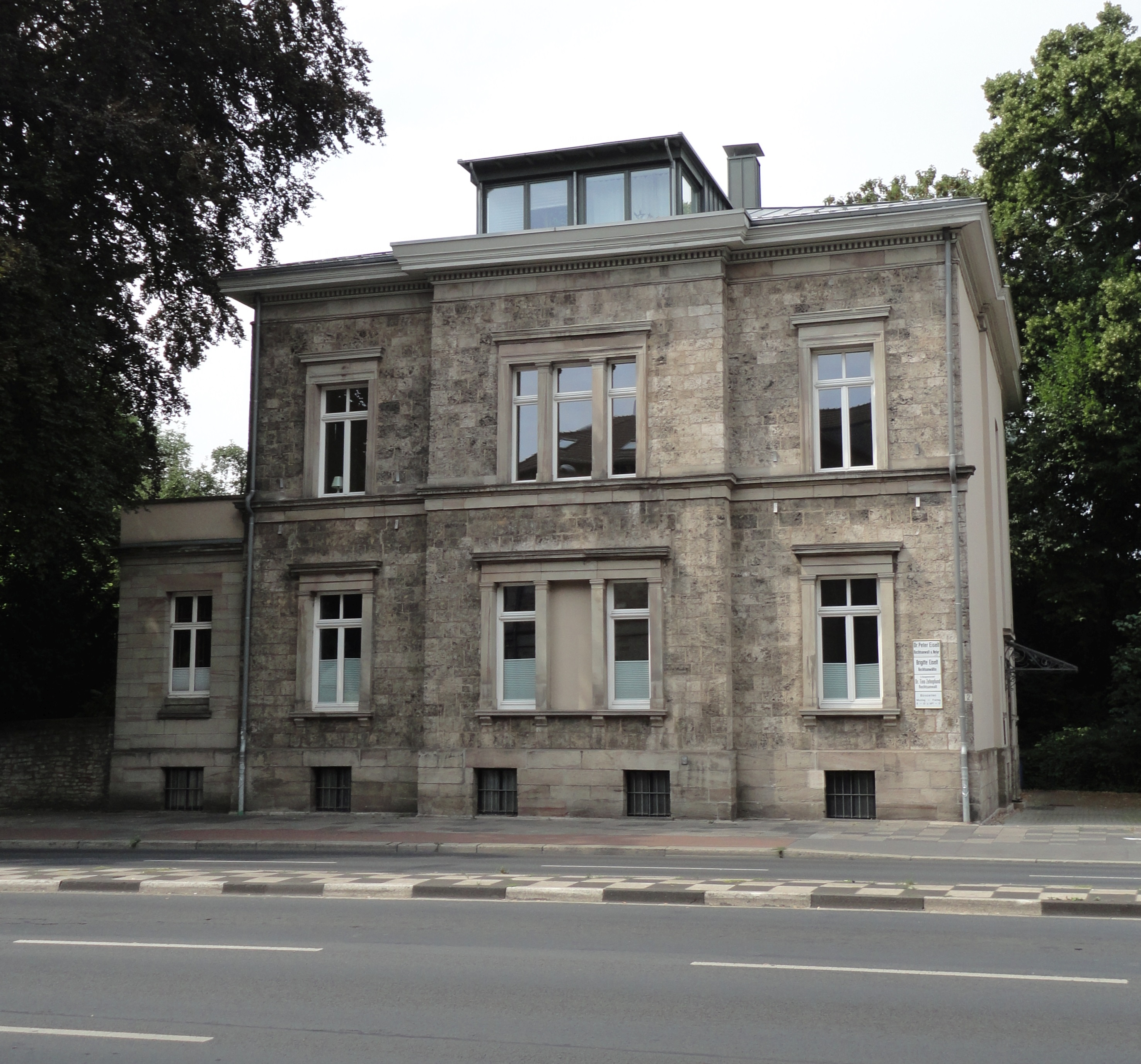
Göttingen, Rosdorfer Weg 2. Die Arca-Filmproduktion GmbH befand sich im Erdgeschoß.

Gero Wecker gründete das Unternehmen 1953. Gleich die erste Produktion, der Heimatfilm Die Mädels vom Immenhof, wurde 1955 zum Publikumserfolg und zog 1956 und 1957 Fortsetzungen nach sich. Umstritten war hingegen der im selben Jahr veröffentlichte Dokumentarfilm So war der deutsche Landser, ein Zusammenschnitt alten Wochenschau-Materials, den die FSK wegen „militaristischer, nationalistischer und nationalsozialistischer Tendenzen“ kritisierte.
Ein weiterer Erfolg wurde 1956 Liane, das Mädchen aus dem Urwald, der ebenfalls zwei Fortsetzungen nach sich zog. 1957 sorgte der unter der Regie von Veit Harlan inszenierte, Homosexualität thematisierende Film Anders als du und ich (§ 175) für Kontroversen, der erst nach einer Überarbeitung von der FSK für die Aufführung in Deutschland freigegeben wurde. Danach versuchte sich das Unternehmen mit Kriegs- und Kriminalfilmen wie U 47 – Kapitänleutnant Prien (1958) und einer Neuverfilmung von Bomben auf Monte Carlo (1960). Nach dem Misserfolg des Kriminalfilms Das Geheimnis der drei Dschunken musste die Produktionsfirma 1965 Insolvenz anmelden.

## Filme
- 1955: Die Mädels vom Immenhof
- 1955: Heldentum nach Ladenschluß. 1. Episode: Schwäb’sche Eisebahn (Dokumentarfilm)
- 1955: So war der deutsche Landser (Dokumentarfilm)
- 1956: Ohne Dich wird es Nacht
- 1956: Liane, das Mädchen aus dem Urwald
- 1956: Die wilde Auguste
- 1956: Geliebte Corinna
- 1956: Hochzeit auf Immenhof
- 1957: Anders als du und ich (§ 175)
- 1957: Das Tal der bestrickenden Leute
- 1957: Liane, die weiße Sklavin
- 1957: Der tolle Bomberg
- 1957: Ferien auf Immenhof
- 1957: Das Mädchen ohne Pyjama
- 1958: U 47 – Kapitänleutnant Prien
- 1958: Romarei, das Mädchen mit den grünen Augen
- 1958: Liebe kann wie Gift sein
- 1958: Lilli – ein Mädchen aus der Großstadt
- 1958: Ich werde dich auf Händen tragen
- 1958: Madeleine Tel. 13 62 11
- 1958: Piefke, der Schrecken der Kompanie
- 1959: Mandolinen und Mondschein
- 1959: Kriegsgericht
- 1960: Bomben auf Monte Carlo
- 1961: Liane, die Tochter des Dschungels (Zusammenschnitt der beiden Liane-Filme von 1956/57)
- 1961: Davon träumen alle Mädchen
- 1962: So toll wie anno dazumal
- 1963: Ferien wie noch nie
- 1965: Das Geheimnis der drei Dschunken